# روک
روک، روستایی از توابع بخش مرکزی شهرستان لارستان در استان فارس است.

## جمعیت
این روستا در دهستان درزوسابیان قرار دارد و براساس سرشماری مرکز آمار ایران در سال ۱۳۸۵، جمعیت آن زیر سه خانوار بوده‌است.